# Низшелубянский сельский совет
Низшелубянский сельский совет (укр. Нижчелуб'янська сільська рада) — входит в состав
Збаражского района
Тернопольской области
Украины.
Административный центр сельского совета находится в 
Низшие Лубянки.

## История
- 1940 — дата образования.

## Населённые пункты совета
- Низшие Лубянки